# Kampung Dalam (Lubuk Tarok)
Kampung Dalam is een bestuurslaag in het regentschap Sijunjung van de provincie West-Sumatra, Indonesië. Kampung Dalam telt 1454 inwoners (volkstelling 2010).